# Forbundsdagsvalget 2005
Det føderale valg i Tyskland i 2005 blev afholdt den 18. september til valg af medlemmer til den 16. Forbundsdag. Resultatet blev, at regeringskoalitionen mellem SPD og De grønne under ledelse af Gerhard Schröder måtte gå af og blev erstattet af en storkoalition mellem CDU/CSU og SPD. Med Angela Merkel, der var CDUs kanslerkandidat ved valget, fik Tyskland sin første kvindelige forbundskansler.

## Baggrund
Det ordinære valg skulle som udgangspunkt først afholdes i 2006. Men efter valgnederlaget i delstaten Nordrhein-Westfalen den 22. maj 2005 ønskede Tysklands kansler Gerhard Schröder at fremskynde valget med et år. Schröders parti, SPD, mistede regeringsmagten i delstaten for første gang i 39 år. De konservative havde vundet en række delstatsvalg og havde en klar majoritet i Forbundsrådet, der er sammensat af repræsentanter fra Tysklands delstater. 
Den direkte årsag til at Schröder ønskede nyvalg var, at han mente, at han ikke havde tilstrækkelig opbakning i egne rækker til at gennemføre en række reformer. Præsident Horst Köhler udskrev derfor nyvalg. Den tyske forfatningsdomstol afsagde senere på sommeren en kendelse om, at opløsningen af Forbundsdagen og udskrivningen af nyvalg var sket i overensstemmelse med den Tysklands forfatning. 
Efter at være kommet til magten i 1998 havde Schröder forsøgt at føre en reformpolitik, der havde vist sig upopulær blandt vælgerne, ligesom reformerne havde været omstridte internt i SPD. I sommeren 2005 brød SPDs tidligere formand og tidligere finansminister i Schröders første regering, Oskar Lafontaine, med SPD. Ved valget var han sammen med Gregor Gysi én af de to topkandidater til Die Linkspartei.PDS, efterfølgerpartiet til DDR's Sozialistische Einheitspartei Deutschlands (SED), som samarbejdede med det lille protestparti Wahlalternative Arbeit & soziale Gerechtigkeit (WASG).

## To kanslerkandidater
Schröder mente, at et nyvalg var nødvendigt for at få bekræftet tilliden til den førte reformpolitik. Han var SPDs og koalitionspartneren De grønnes kanslerkandidat. Hans udfordrer var Angela Merkel, som var de konservative partier CDU og CSUs kanslerkandidat. Merkel ønskede at regere sammen med det liberale parti FDP.

## Konsekvenser
Det så længe ud til, at Angela Merkels CDU/CSU-blok ville vinde stort, i enkelte meningsmålinger lå de ovenikøbet tæt på den magiske 50 %-grænse, der ville give partiet flertal i parlamentet, men ved valgaftenen viste det sig, at Gerhard Schröder og hans parti havde formået at mobilisere langt flere vælgere end man havde troet. 
Ved valget mistede SPD og De grønne imidlertid det parlamentariske flertal, mens CDU/CSU knebent blev den største gruppe i Forbundsdagen. Målt på forøgelse blev Linkspartei.PDS valgets vinder, fulgt af FDP. Imidlertid fik ingen af de foretrukne koalitionspartier (CDU/CSU/FDP eller SPD/Grønne) det nødvendige flertal. I starten påberåbte både Schröder og Merkel sig at have fået størst opbakning, fordi Schröder argumenterede med, at CDU og dets bayerske søsterparti CSU måtte anses som forskellige partier (i så fald var SPD størst). Koalitionsforhandlingerne blev derfor vanskelige.
Ingen af partierne ønskede at forhandle med Linkspartei.PDS. FDP udelukkede deltagelse i en "trafikklys-koalition" (SPD/FDP/Grønne). De grønnes afvisning af en "Jamaica-koalition" (CDU/CSU/FDP/Grønne) var ikke lige så kategorisk, men forhandlingerne førte heller ikke til noget. Dermed blev en stor koalition mellem CDU/CSU og SPD eneste udvej, selv om begge parter på forhånd havde omtalt denne løsning som den mindst ønskelige.
Koalitionsforhandlingerne blev afsluttet 11. november 2005. Schröder opgav sine politiske hverv efter at det blev klart, at han ikke kunne fortsætte som kansler. I afstemningen i Forbundsdagen, som fulgte den 22. november, blev Angela Merkel med 397 af 611 stemmer (og af den store koalitions 448 stemmer) valgt til ny forbundskansler. Hun blev dermed Tysklands yngste og første kvindelige kansler.

## Resultater
|  | Parti               | Partilistestemmer | Procent (ændring) | Procent (ændring) | Pladser (ændring) | Pladser (ændring) | Procent af pladser |
|  | ------------------- | ----------------- | ----------------- | ----------------- | ----------------- | ----------------- | ------------------ |
|  | SPD                 | 16 194 665        | 34,2 %            | −4,3 %            | 222               | −29               | 36,2 %             |
|  | CDU                 | 13 136 740        | 27,8 %            | −1,7 %            | 180               | −10               | 29,3 %             |
|  | FDP                 | 4 648 144         | 9,8 %             | +2,5 %            | 61                | +14               | 9,9 %              |
|  | Die Linkspartei.PDS | 4 118 194         | 8,7 %             | +4,7 %            | 54                | +52               | 8,8 %              |
|  | De grønne           | 3 838 326         | 8,1 %             | −0,4 %            | 51                | −4                | 8,3 %              |
|  | CSU                 | 3 494 309         | 7,4 %             | −1,6 %            | 46                | −12               | 7,5 %              |
|  | NPD                 | 748 568           | 1,6 %             | +1,1 %            | 0                 | ±0                | 0,0 %              |
|  | Andre               | 1 109 075         | 2,4 %             | −0,1 %            | 0                 | ±0                | 0,0 %              |
|  | Totalt              | 47 288 456        | 100,0 %           |                   | 614               | +11               | 100,0 %            |

Valgdeltagelsen var på 77,7 %.
Ændringen for Die Linkspartei.PDS tager udgangspunkt i PDS' resultat fra forrige valg.
CDU-gruppen havde 226 mandater efter valget, men en repræsentant forlod gruppen i løbet af perioden, en anden forlod Forbundsdagen og en tredje døde. Et medlem af Linkspartei-gruppen forlod fraktionen. I slutningen af valgperioden havde Forbundsdagen dermed to uafhængige repræsentanter og forskellen mellem CDU/CSU og SPD var bare én repræsentant.

## Eksterne links
- Officielt valgresultat Arkiveret 12. november 2020 hos  Wayback Machine